# 西安蒂洛普鎮區 (北達科他州本森縣)
西安蒂洛普鎮區（英語：West Antelope Township）是位於美國北達科他州本森縣的一個鎮區。

## 地方資料
西安蒂洛普鎮區的面積為93.00平方千米，當中陸地面積為92.73平方千米，而水域面積為0.27平方千米。根據2010年美國人口普查的數據，當地共有人口21人，而人口密度為每平方千米0.23人。